# 사망간주
사망간주(Samangān Velāyat, 파슈토어: د سمنګان ولايت, 다리어: ولایت سمنگان)는 아프가니스탄 북부에 있는 주이다. 주위를 발흐주, 쿤두즈주, 바글란주, 바미얀 주와 사르이폴주에 접하고 있다. 면적 11,261.90 km2, 인구 581,400명(2004년)이고 주도는 훌름(Khulm)이다.